# 林宗利
林宗利（1964年2月—），男，福建福清人，美籍华裔控制论专家。弗吉尼亚大学教授。主要从事非线性控制理论和控制理论应用方面的工作。

## 生平
1979年高中毕业于福清一中。1983年获厦门大学学士学位。1989年获航天工业部502研究所控制理论与控制工程硕士学位。1994年获美国华盛顿州立大学电机与计算机工程博士学位。2006年入选中华人民共和国教育部长江学者奖励计划。2007年当选IEEE Fellow。2010年入选千人计划。2011年当选IFAC Fellow。